# Xã Tama, Quận Tama, Iowa
Xã Tama (tiếng Anh: Tama Township) là một xã thuộc quận Tama, tiểu bang Iowa, Hoa Kỳ. Năm 2010, dân số của xã này là 3.064 người.